# Zegel van Tbilisi
Het zegel van de stad Tbilisi, werd in de late jaren 1980 ontworpen voor de Georgische hoofdstad Tbilisi. Het zegel is op 8 juni 2005 opnieuw aan de stad toegekend.
Het zegel bestaat uit een traditioneel Georgisch schild met daarop een inscriptie in het Mkhedroeli, deze inscriptie თბილისი staat voor Tbilisi. De eerste letter თ wordt vorm gegeven als een gestileerde valk en een fazant om de legende over het ontstaan van Tbilisi weer te geven. Aan de bovenkant van het zegel zijn zeven sterren met zeven punten geplaatst in de vorm van een halve maan. Achter de valk en fazantvorm langs is een eikentak geplaatst, deze tak staat voor robuustheid en duurzaamheid. Aan de onderkant vormt de tak een kruisvorm waaronder Tbilisi in oudere alfabetten staat, te weten in het Asomtavroeli en Noeskhoeri. Deze namen staan boven golven die de Mtkvari symboliseren.

## Historische stadswapen
Voordat Tbilisi in 2005 het zegel ging gebruiken, had de stad een wapen. Dit wapen werd voorafgegaan door een ouder wapen.
Het hiernaast afgebeelde wapen bestaat uit een gouden schild met daarop een zwart kruis. Het kruis vormt zodanig vier kwartieren, in elk kwartier een rode leeuwenkop. Op het kruis zelf twee zilveren handen die samen een Russisch kruis vasthouden. Onder het kruis staat een omgekeerde zilveren wassenaar. Het kruis met de twee handen staat voor het Russisch Keizerrijk en Georgië die gezamenlijk als christelijke naties het islamitische Ottomaanse Rijk (de omgekeerde wassenaar)  en Perzië (symbool voor Perzië zijn de vier rode leeuwen) verslagen hebben. Het schild is omgeven door een krans van eikenbladeren waarin een blauw lint is gestrikt. Boven op het schild staat de keizerskroon van het Russisch Keizerrijk.